# Карточные деньги
Карточные деньги — фиатные деньги, печатавшиеся на простой бумаге или игральных картах и использовавшиеся в качестве денежного средства в некоторых странах и колониях, включая Нидерландский Суринам, Новую Францию и Францию. Введение карточных денег часто сопровождалось ростом инфляции.

## Дизайн и использование
Для возможности использования игральных карт в качестве денежного средства на них требовалось указать номинал, а также нанести печать, серийный номер и необходимые подписи. В Новой Франции применялось тиснение геральдической лилии и наносились подписи интенданта, губернатора и казначея. В Нидерландском Суринаме способы придания карточным деньгам законной силы варьировались от выпуска к выпуску.
Как правило, карточные деньги выпускались в экстренных случаях. Они могли обеспечиваться иной валютой (например, кредитным средством обращения и платежа) или не обеспечиваться вовсе.

## Применение

### Новая Франция

#### Канада

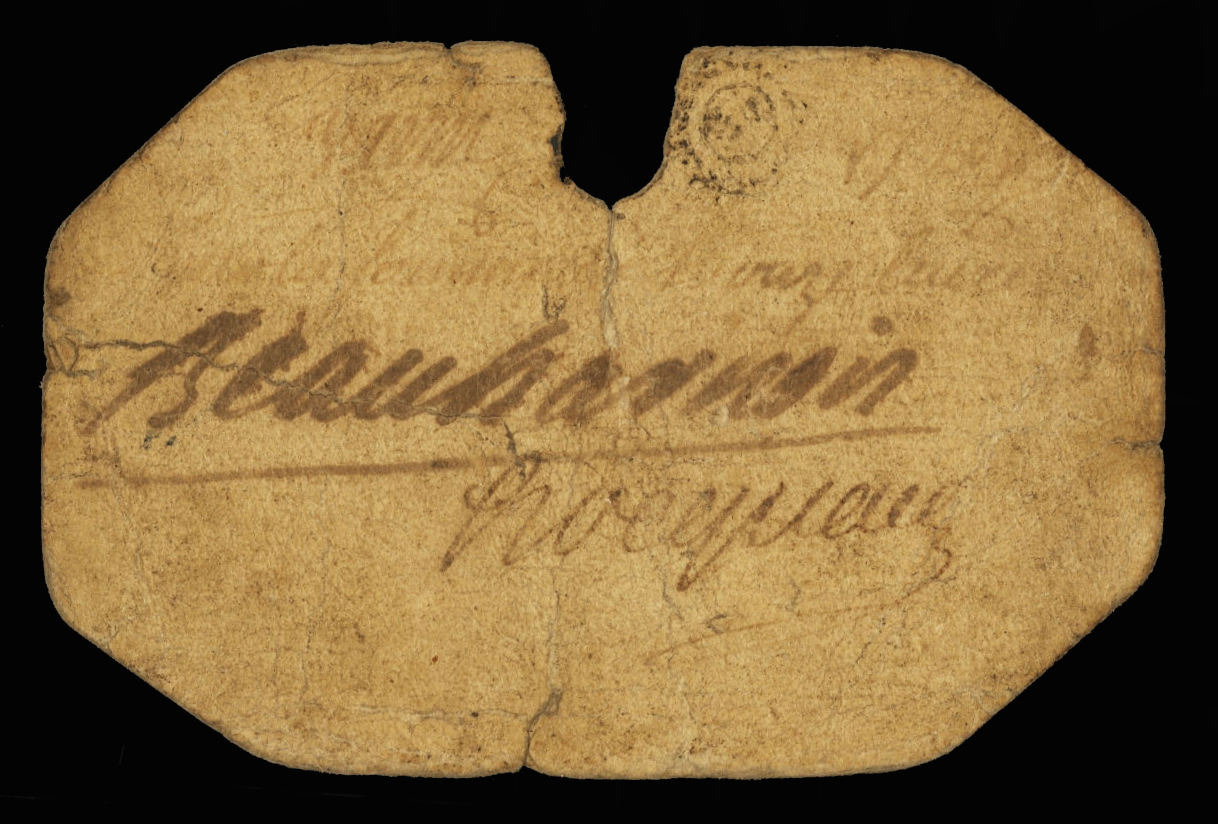
Карта номиналом в 12 ливров, использовавшаяся в Канаде (ок. 1735 года)

В ходе экспансии французских колоний в Новой Франции (ныне — восточная часть Канады) в XVII веке, валюта доставлялась из Франции. Когда колонии грозило банкротство из-за высоких расходов в связи с войной против ирокезов и ухудшившейся торговлей, интендант Жак де Мёлль с разрешения короля Франции ввёл в обращение карточные деньги, чтобы платить довольствие солдатам. Вскоре нововведение стало использоваться и в коммерции, снизив зависимость колонии от интерконтинетальных доставок монет, которые могли быть утеряны из-за плохой погоды или нападения. Организовать местное производство монет не представлялось возможным из-за недостатка драгоценных металлов, поэтому карточные деньги пришлись весьма кстати. По примерным подсчётам в карточных деньгах циркулировало порядка двух миллионов «ливров».
Через несколько лет использование карточных денег осложнилось из-за деятельности фальшивомонетчиков, хотя за подделку предусматривались такие наказания как порка, клеймение, изгнание  и даже повешение. Впрочем, фальшивые деньги лишь усугубили уже существовавшую проблему чрезмерного большого выпуска карточных денег, приведшего к высокой инфляции. Попытки контроля инфляции не увенчались успехом, и к 1717 году карточные деньги были выведены из обращения, а в 1720 — объявлены не имеющими никакой ценности.
Отмена карточных денег привела к стагнации экономики, так как не было циркуляции валюты, и в 1730 году правительство вернуло карточные деньги, выпустив к 1733 году около 600 тысяч «ливров». В отличие от предыдущих эмиссий, эти деньги были напечатаны не на игральных картах, а на простой бумаге. В 1763 году, после очередного скачка инфляции, карточные деньги были окончательно выведены из обращения в колонии.

#### Иллинойсская земля
В 1740-х годах командование Форта де Шатр, располагавшегося на Иллинойсской земле, стало выплачивать жалование  солдатам при помощи карточных денег. Деньги, получившие название «солдатского сальдо» (фр. Solde de Troupe) не обеспечивались правительством Франции и могли использоваться только для расчётов со складскими интендантами. В 1763 году форт перешел под контроль англичан, которые по закону должны были платить жалование монетами, но, благодаря культурному и социальному влиянию французов, карточные деньги выпускались и циркулировали до середины десятилетия.

### Суринам

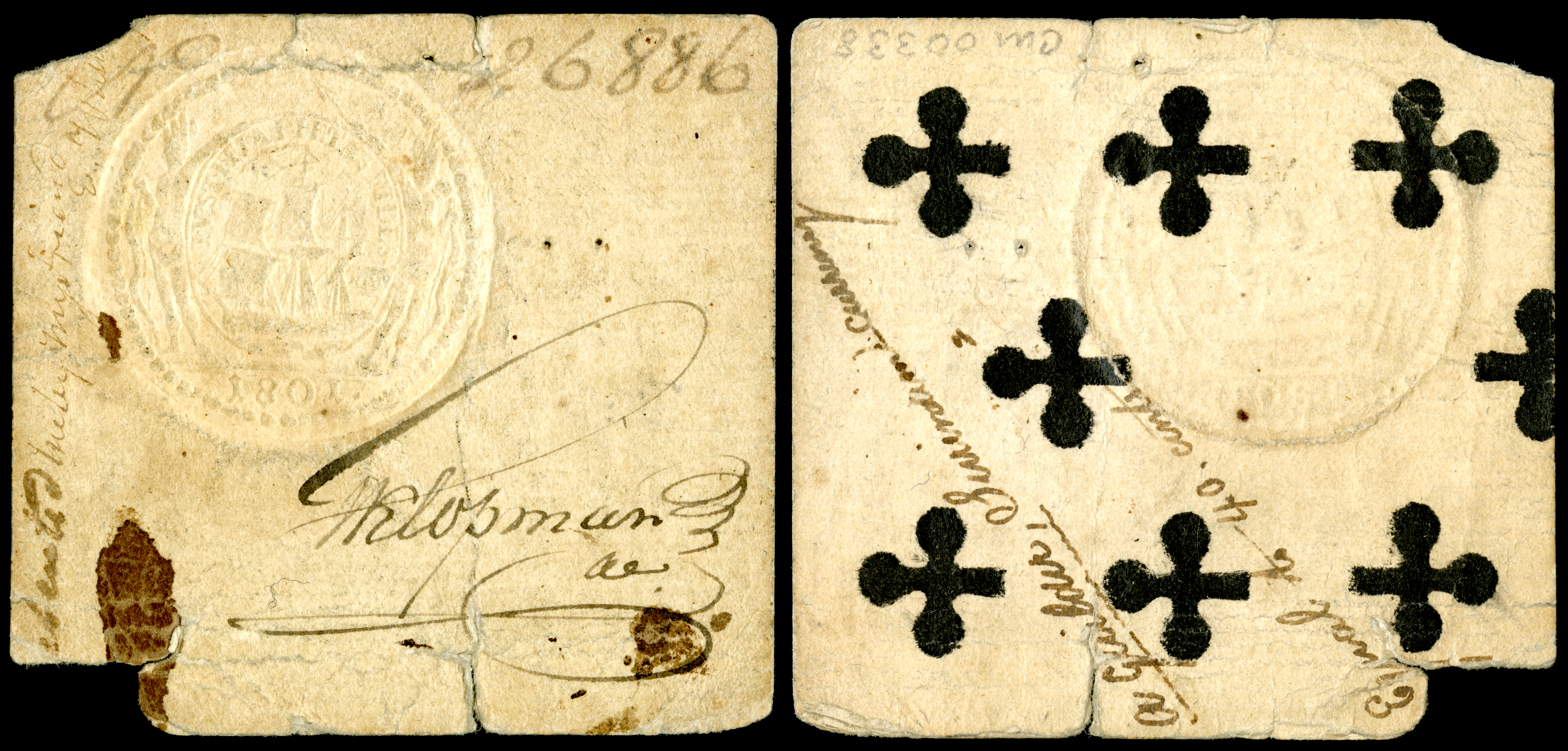
Аверс и реверс игральной карты эквивалентом в один нидерландский гульден, использовавшиеся в Нидерландском Суринаме (1801)

В 1761 году карточные деньги были введены в обращение в Нидерландском Суринаме (ныне — Суринам). Изначально деньги имели круглую форму, напоминая монеты, но потом было принято решение делать их прямоугольными, чтобы сэкономить на стоимости выпуска, хотя еще какое-то время выпускались круглые и даже шестиугольные деньги. Изначально подкрепленные кредитно-платежными средствами Нидерландов, потом деньги стали выпускаться без обеспечения, что привело к высокой инфляции. Однако инфляция не привела к отмене карточных денег на территории Суринама, и они использовались вплоть до 1828 года. В 1826 году Нидерландское колониальное правительство ввело официальную бумажную валюту, но формальный запрет на карточные деньги вступил в силу только через два года.

### Франция

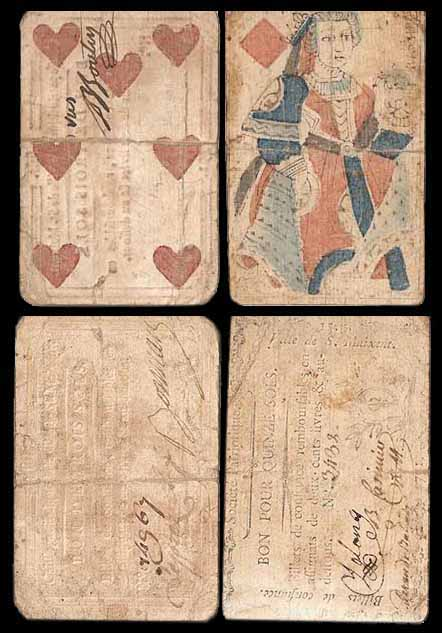
Два «доверительных билета» времён Французской революции. Семёрка червей (слева) обладает номиналом трёх су, тогда как дама бубен — 15 су

Во время Великой революции во Франции получили широкое распространение «доверительные билеты» (фр. billets de confiance) – напечатанные на плотной цветной бумаге средства платежа, на которых часто были нарисованы различные символы революции (например фригийский колпак или фасции). Также на «билетах» были патриотические лозунги, название ответственной за эмиссию коммуны и подпись ответственного лица. Между 1790 и 1793 годами французские коммуны выпустили около пяти с половиной тысяч видов «доверительных билетов».
«Доверительные билеты» не обладали гарантией, но могли быть обменяны на ассигнаты – разновидность бумажных денег, выпущенных революционным правительством. Однако у властей не было достаточно ассигнатов, чтобы выкупить все карточные деньги, и возник дефицит бюджета. Активная подделка «билетов» вынудила власти усложнить дизайн, но эта мера была кратковременной. В 1792 году «доверительные билеты» перестали приниматься к оплате, а к середине 1793 года выпуск карточных денег во Франции прекратился полностью.